# Plateau Nahlin
Le plateau Nahlin (en anglais : Nahlin Plateau) est un plateau situé dans la province de Colombie-Britannique au Canada.

## Géographie

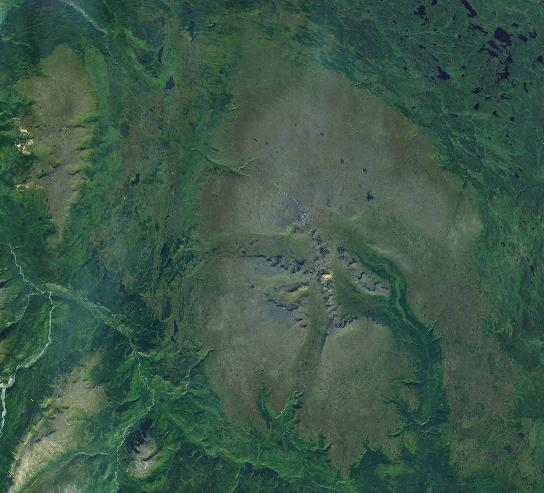
Image satellite de Level Mountain (moitié droite) et des pics Heart (coin supérieur gauche).

Le plateau se trouve à l'ouest de la rivière Tuya, au nord de la rivière Tahltan, à l'est de la rivière Sheslay et au sud-ouest de la rivière Nahlin. Il est entouré par le plateau Taku au nord-ouest, le plateau Tahltan au sud-ouest et au sud, le plateau Tanzilla à l'est et le plateau Kawdy au nord, tous au sein du plateau Stikine ou dans ses zones de transition périphériques. Le plateau Nahlin est principalement constitué par Level Mountain (2 166 m au pic Meszah) et par les pics Heart (2 012 m), deux volcans boucliers.